# Route nationale 416
Pour les articles homonymes, voir Route 416.
La route nationale française 416 ou RN 416 est une route nationale française reliant la RN 1, dans la commune de Saint-Léonard, à l'échangeur n° 29 de l'A 16. Elle fait partie du ressort de la Direction interdépartementale des Routes Nord.
Autrefois, la RN 416 était une route nationale française reliant Sainte-Marie-aux-Mines à Ostheim. À la suite de la réforme de 1972, la RN 416 a été déclassée en RD 416.
Voir le tracé de la RN416 sur GoogleMaps

## Ancien tracé de Sainte-Marie-aux-Mines à Ostheim (D 416)
- Sainte-Marie-aux-Mines (km 0)
- Col Haut de Ribeauvillé
- Ribeauvillé (km 19)
- Ostheim sur la RN 83 (km 25)